# Liberius
Liberius, född i Rom, död 24 september 366, var påve från den 17 maj 352 till sin död, den 24 september 366. Helgon i Ortodoxa kyrkan, med minnesdag den 27 augusti.

## Biografi
Liberius var romare och diakon när han valdes till påve. Catalogus Liberianus anger att han konsekrerades den 22 maj. 
Han blev 355 förvisad till Beroea i Trakien av kejsar Constantius II då han envist vägrade att ansluta sig till de kyrkomöten i Arles och Milano där kejsaren ville genomdriva förkastelsedomarna över Athanasius. I Rom svor prästerna på att de inte skulle välja en annan påve, men några utsåg på kejsarens önskan ärkediakonen Felix II till motpåve. Felix hade konsekrerats av en anhängare av arianism, vilket var det teologiska skälet till hans stöd.
Efter ett par års förvisning fogade sig emellertid Liberius efter kejsarens vilja och skrev under en kompromiss där han sade upp kyrkogemenskapen med Athanasius och istället anslöt sig till dennes orientaliske motståndare. Liberius fick därmed återvända till Rom 358, där han skulle leda styrelsen gemensamt med motpåven Felix II. Romarna opponerade sig häftigt mot detta beslut när det lästes upp och ropade "En Gud, en Kristus, en biskop".
En mycket omdebatterad händelse var att Liberius 357 som motkrav mot att släppas, lät underteckna en formulæ som tre hovbiskopar låtit skriva, där han förnekar homoousios och homoiousios; detta brukar benämnas "Liberius avfall" eftersom åskådningen av Katolska kyrkan betraktas som kätteri. Huruvida händelsen är historisk råder det olika uppfattningar om. Eftersom han inte skrev under denna formulæ frivilligt om det skulle vara sant, inverkar det därmed inte på Katolska kyrkans dogm om påvens ofelbarhet.
Av kyrkans 50 första påvar är Liberius, tillsammans med Anastasius II, en av endast två påvar som inte vördas med helgonkult inom Romersk-katolska kyrkan; endast Ortodoxa kyrkorna vördar Liberius som helgon.